# Seminário da Prainha
O Seminário da Prainha é uma instituição católica de formação eclesiástica da Arquidiocese de Fortaleza, que serve a diversas dioceses, ordens e congregações religiosas para a formação de padres, religiosos, religiosas e leigos. Está situado no centro histórico da cidade de Fortaleza, no estado do Ceará, Brasil. Seu estilo é neoclássico.
O Seminário da Prainha foi fundado como Seminário Episcopal do Ceará no dia 10 de outubro de 1864, por Dom Luís Antônio dos Santos, o primeiro bispo de Fortaleza.
O Seminário ficou sob a responsabilidade dos lazaristas no período de 1864 a 1963. Foi um importante centro de formação do clero no chamado processo de romanização da Igreja Católica no Brasil.
Mais tarde mudou de Seminário Episcopal do Ceará para Seminário Provincial da Prainha.
Em 2 de fevereiro de 1967, o arcebispo de Fortaleza, Dom Delgado, criou o Instituto Superior de Cultura Religiosa (ISCRE), na sucessão do Seminário da Prainha. Em 1968, transmutou-se o ISCRE para Instituto de Ciências Religiosas (ICRE).  Em 1972, foi criada a Faculdade de Filosofia de Fortaleza, extinta alguns anos mais tarde. Hoje, o local abriga também o Instituto Teológico Pastoral do Ceará e a Faculdade Católica de Fortaleza que se destina a educação propõe-se: 
| “ | "a formação acadêmica e doutrinal dos futuros ministros ordenados, bem como dos demais agentes de pastoral leigos e leigas, de acordo com as indicações do Magistério da Igreja Católica; A habilitar os alunos, que não se destinam ao ministério sagrado, à inserção no mercado de trabalho e à participação no desenvolvimento da sociedade a partir dos princípios e valores cristão-católicos; Promover a extensão aberta à participação da população, visando à difusão das conquistas e benefícios gerados na Instituição; Contribuir para o fortalecimento da solidariedade entre as pessoas e instituições num fecundo diálogo com a sociedade e a cultura; A Faculdade Católica de Fortaleza, respeitadas as normas do Direito Canônico e do Direito Civil vigentes, poderá integrar, agregar ou sediar outras instituições de caráter educacional, cultural ou científico, desde que condizem com a doutrina católica." | ” |

O local possui cursos de Teologia,Direito,Administração,Ciências Contábeis e Filosofia.
Diversas personalidades civis e eclesiásticas estudaram no Seminário da Prainha. Em seu pátio, figura um painel em azulejos com os nomes de antigos alunos e professores. No clero, destacam-se os inúmeros bispos que realizaram seus estudos naquela casa de formação eclesiástica, assim como ilustres clérigos, como Padre Cícero e Frei Daniel de Samarate.

## Bispos que estudaram ou lecionaram no Seminário da Prainha
- Afonso de Oliveira Lima
- Alair Vilar Fernandes de Melo
- Alberto Gaudêncio Ramos
- Antônio de Almeida Lustosa
- Antônio Soares Costa
- Antônio Xisto Albano
- Aureliano Matos
- Carloto Fernandes da Silva Távora
- Eugênio de Araújo Cardeal Sales
- Expedito Eduardo de Oliveira
- Francisco Austregésilo Mesquita
- Francisco Benedito de Albuquerque
- Francisco Expedito Lopes
- Francisco Hélio Campos
- Gentil Diniz Barreto
- Geraldo Nascimento
- Gerardo Andrade Ponte
- Heitor de Araújo Sales
- Helder Pessoa Câmara
- Jacinto Furtado de Brito Sobrinho
- Jerônimo Tomé da Silva
- Joaquim Ferreira de Melo
- Jorge Tobias de Freitas
- José Adelino Dantas
- José Bezerra Coutinho
- José Doth de Oliveira
- José Freire Cardeal Falcão
- José Lourenço da Costa Aguiar

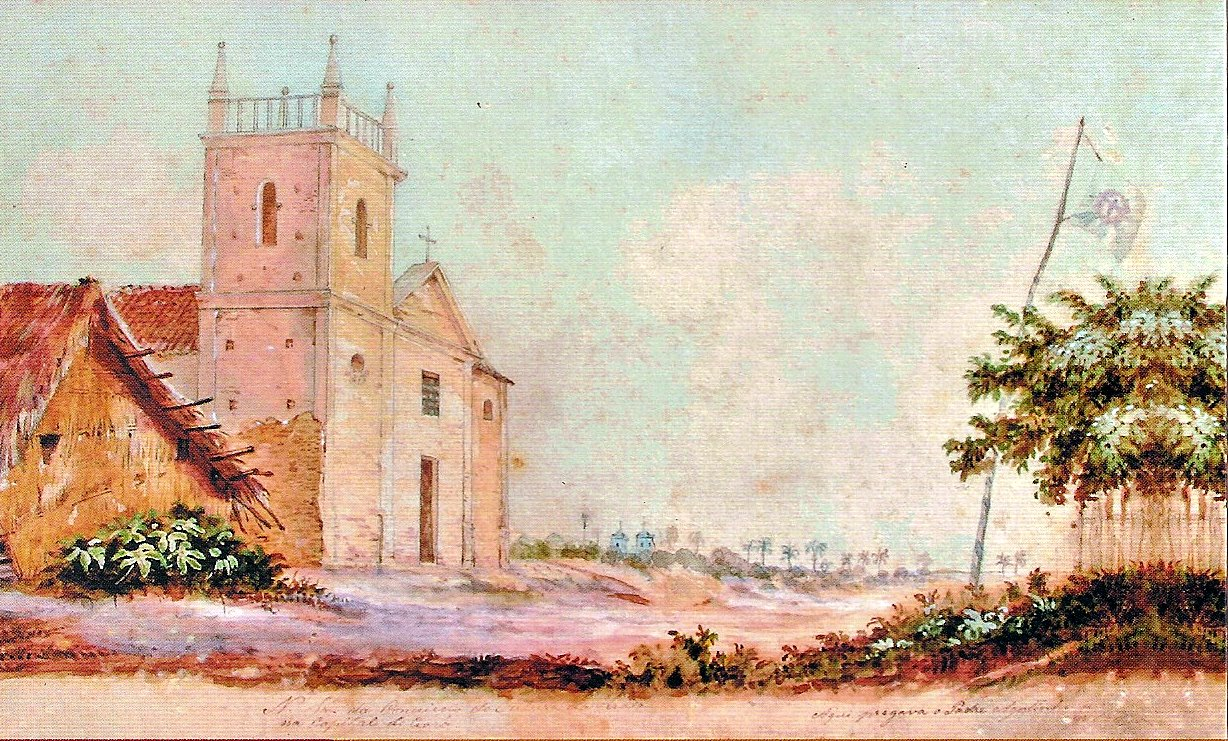
Igreja de Nossa Senhora da Conceição da Prainha, parte integrante do seminário, em 1859. Aquarela de José dos Reis Carvalho.

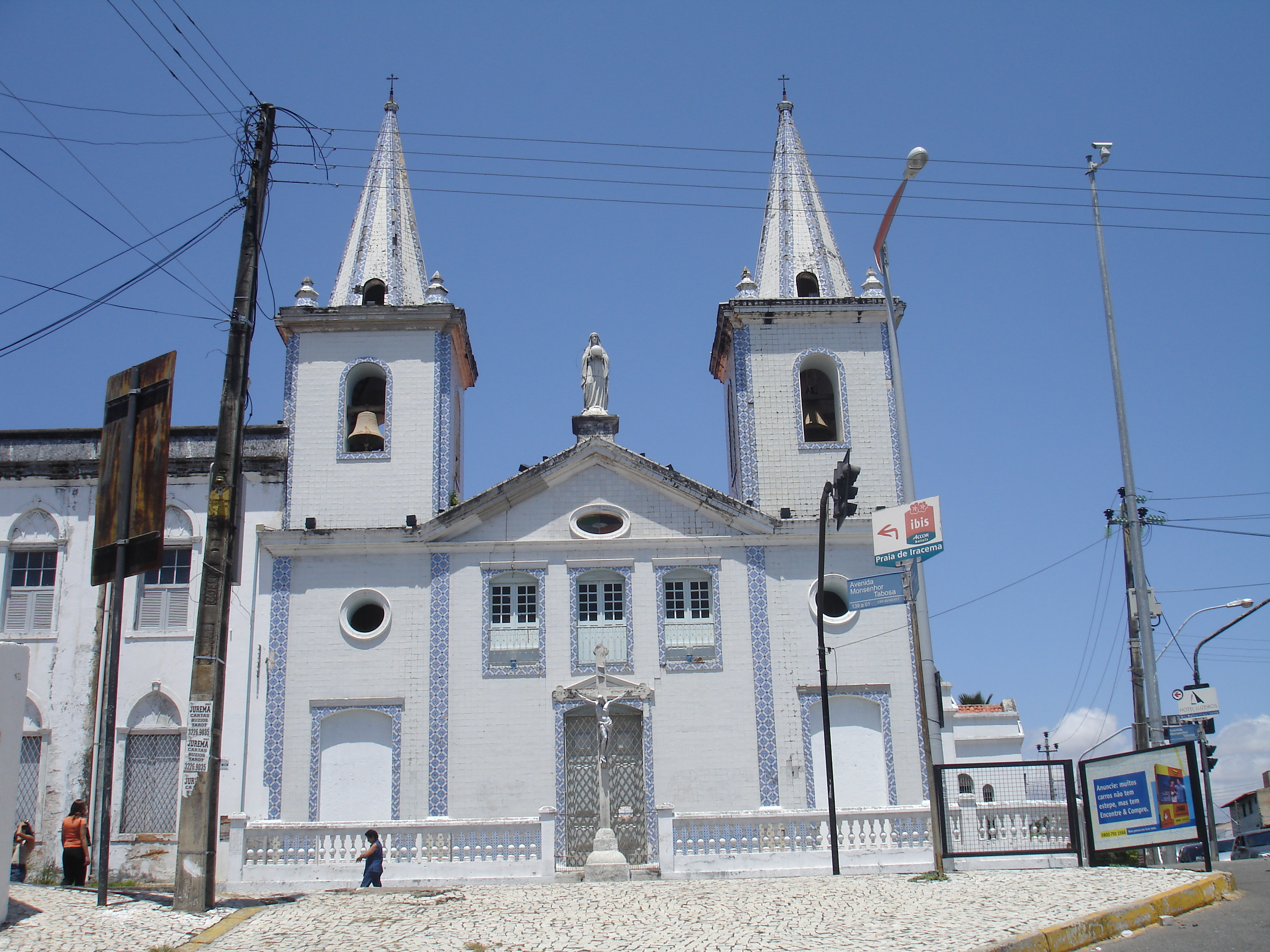
Igreja de Nossa Senhora da Conceição da Prainha.

- José Mauro Ramalho de Alarcón Santiago
- José Terceiro de Sousa
- José Tupinambá da Frota
- Lino Deodato Rodrigues de Carvalho
- Manoel do Rego Medeiro
- Manoel Edmilson da Cruz
- Manoel Tavares de Araújo
- Mário Teixeira Gurgel
- Matias Patrício de Macêdo
- Miguel Fenelon Câmara Filho
- Newton Holanda Gurgel
- Nivaldo Monte
- Paulo Eduardo Andrade Ponte
- Pedro Brito Guimarães
- Plínio José Luz da Silva
- Pompeu Bezerra Bessa
- Quintino Rodrigues de Oliveira e Silva
- Raimundo de Castro e Silva
- Timóteo Francisco Nemésio Cordeiro
- Vicente de Paulo Araújo Matos
- Vicente Joaquim Zico
- Zacarias Rolim de Moura